# Brigitte Zarfl
Brigitte Zarfl, née le 11 août 1962 à Krems an der Donau,, est une femme politique autrichienne, nommée ministre fédérale du Travail, des Affaires sociales, de la Santé et de la Protection des consommateurs d'Autriche le 3 juin 2019.

## Carrière
En 1996, elle obtient un doctorat en sciences de la nutrition à l'Université de Vienne. L'année suivante, elle entre au ministère de la Santé, alors dirigé par Eleonora Hostasch.
Le 1er mai 2015, elle est nommée cheffe de section auprès du ministre des Affaires sociales Rudolf Hundstorfer.
Le 3 juin 2019, elle devient ministre fédérale du Travail, des Affaires sociales, de la Santé et de la Protection des consommateurs dans le nouveau gouvernement Bierlein.